# Ninon Hesse
Ninon Hesse, zuvor Ninon Dolbin, geborene Ausländer (geboren 18. September 1895 in Czernowitz, Österreich-Ungarn; gestorben 22. September 1966 in Montagnola, Schweiz), war eine Kunsthistorikerin und die dritte Ehefrau von Hermann Hesse.

## Leben
Ninon Ausländer wurde als Tochter eines jüdischen Rechtsanwalts in Czernowitz geboren und studierte in Wien Archäologie, Kunstgeschichte und Medizin. Sie heiratete 1918 den Wiener Künstler Benedikt Fred Dolbin, von dem sie sich schon 1920 wieder trennte. Die Scheidung erfolgte aber erst kurz vor ihrer Heirat mit Hermann Hesse am 14. November 1931.
Bereits 1910 nach der Lektüre von Peter Camenzind schrieb sie an Hesse, am 29. Januar 1921 lernte sie ihn persönlich in Montagnola kennen. 1927 verkaufte sie ihr Haus in Wien und zog nach Montagnola zu Hermann Hesse in die Casa Camuzzi. Ab 1931 bewohnte sie mit ihm die am südlichen Ortsrand gelegene Casa Hesse, eine Art Doppelhaus, dessen zwei Teile intern miteinander verbunden waren und jedem der Partner seinen eigenen Lebensbereich gestatteten. Parallel zur Begleitung des schriftstellerischen Schaffens ihres Mannes verfolgte sie ihre eigenen kunsthistorischen Interessen und war auf zum Teil mehrmonatigen archäologischen Reisen im Ausland tätig. Zudem war sie eng mit der in Montagnola lebenden Textilkünstlerin und Malerin Maria Geroe-Tobler befreundet.
Ihr Grab befindet sich bei dem Hermann Hesses auf dem Friedhof in Gentilino.
Ihre Privatbibliothek von ca. 1500 Bänden befindet sich heute im Deutschen Literaturarchiv Marbach.